# Ernest Christophe
Ernest Christophe (Loches, 1827 – Parigi, 1892) è stato uno scultore francese.

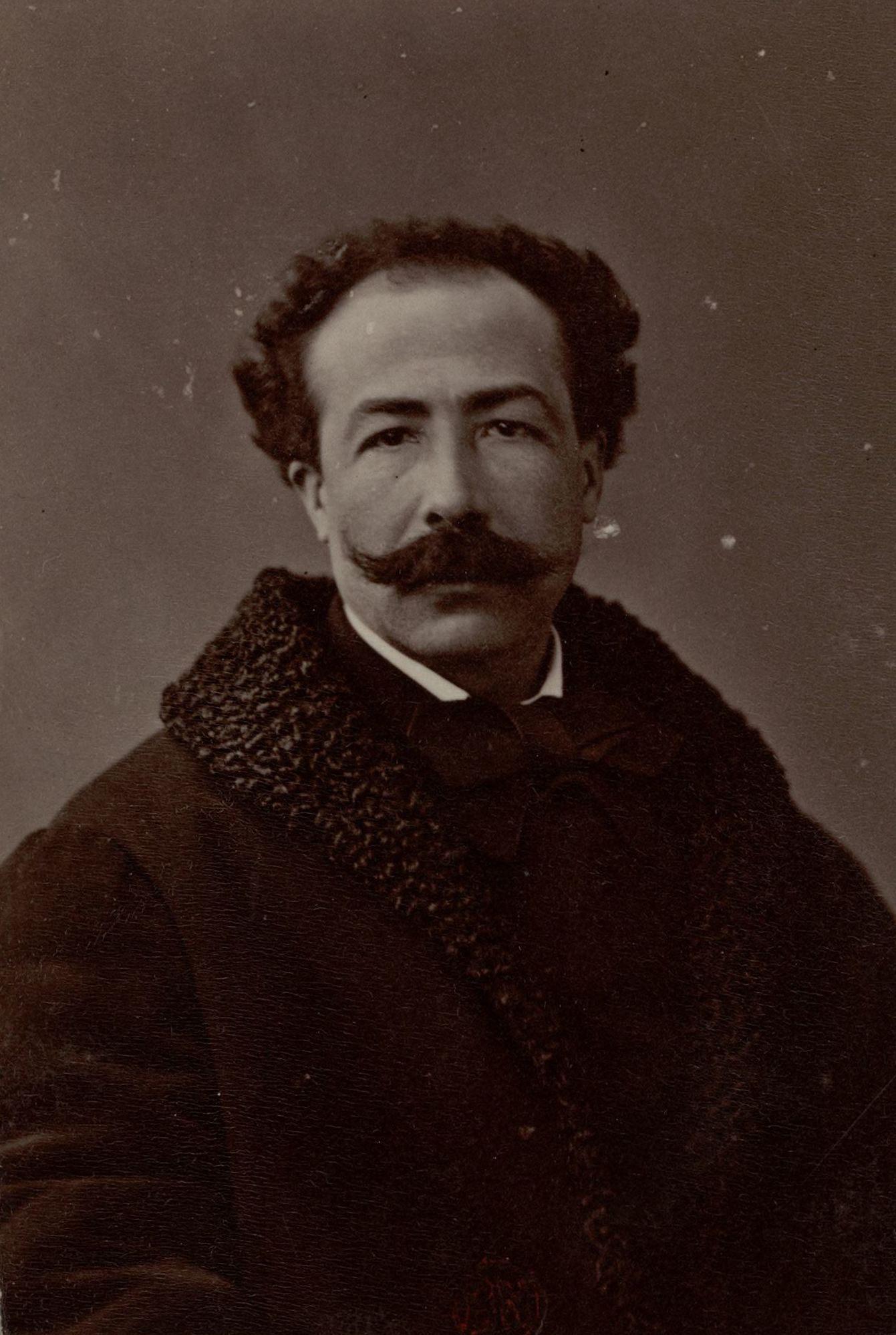
Ernest Christophe

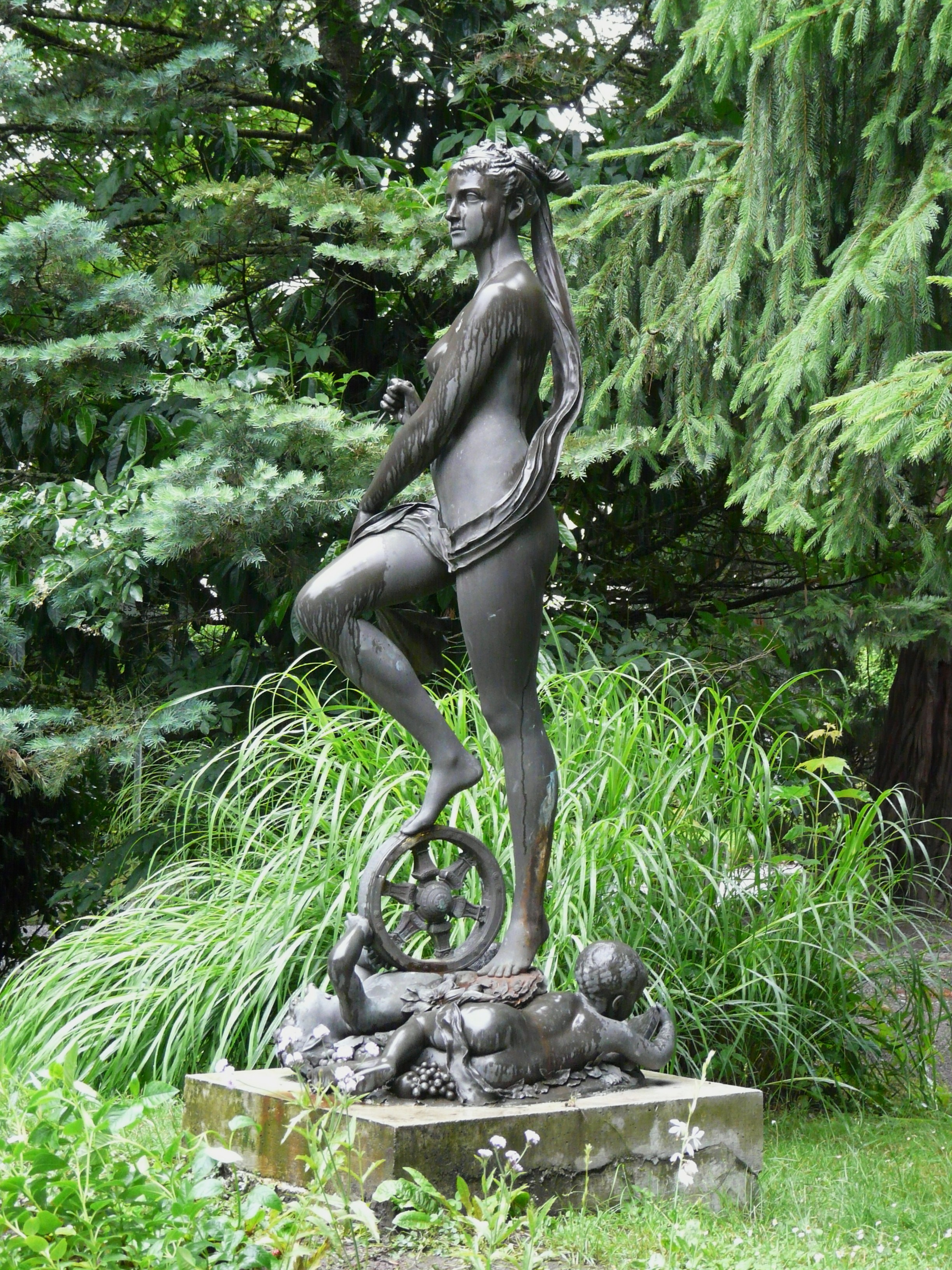
La Fortune, statua in bronzo a Bagnères-de-Luchon.

Allievo dello scultore neoclassico e romantico François Rude, fu amico di Charles Baudelaire che gli dedicò la poesia Danses macabres della raccolta Les Fleurs du Mal.
Baudelaire la replica alla recensione di Cristophe nei Salons del 1859, raccolta di recensioni e scritti inerenti alle opere del poeta maledetto, esposte in una mostra d'arte a Parigi nel 1845, 1846 e nel 1858. Baudelaire gli dedicò anche la poesia Masque.

## Opere
- La Danse macabre, 1859, Terracotta[2].
- La Comédie humaine, dite «Le Masque», 1876[3], musée d'Orsay.